# Ultimate Tennis Showdown
Ultimate Tennis Showdown, spesso abbreviato in UTS, è un circuito di tornei per tennisti professionisti: viene disputato a partire dal 2020. Il regolamento adottato è stato ideato dall'allenatore di tennis Patrick Mouratoglou e da Alex Popyrin, imprenditore nonché padre di Alexei Popyrin: l'iniziativa fu presa come risposta all'interruzione della stagione di tornei organizzati dall'Association of Tennis Professionals a causa della pandemia di COVID-19.

## Regolamento
Le gare UTS utilizzano un regolamento diverso rispetto quello tradizionale del tennis: infatti le partite sono suddivise in quattro periodi che durano otto o dieci minuti ognuno ed è possibile ricevere indicazioni dal proprio allenatore tramite un colloquio, utilizzabile una volta per ogni periodo. Le sfide tra giocatori sono tutte di tipo individuale ossia singolare e i punti vengono contati uno per volta seguendo l'ordine numerico in progressione ossia 1-2-3-4-ecc. abolendo quindi il vecchio conteggio di 15-30-40. I tennisti sono inseriti in gruppi o gironi quindi devono disputare un numero prestabilito di partite dunque viene abolita l'eliminazione diretta in caso di sconfitta: infatti un giocatore può perdere una o più partite riuscendo comunque a qualificarsi per la fase finale di torneo quando altri giocatori del suo stesso girone perdono partite realizzando meno punti di lui, pertanto si considera la differenza dei punti realizzati in ogni girone.  Inoltre, sono disponibili carte che consentono ai giocatori d'influenzare il gioco come togliere la seconda di servizio dell'avversario o raddoppiare il valore del punto successivo. L'UTS  non applica un codice di condotta che impone il silenzio totale del pubblico.

## Classifica
La classifica dopo l'UTS1, disputatasi a Biot, è la seguente:
| Classifica UTS | Classifica UTS           | Classifica UTS |
| #              | Giocatore                | Punteggio      |
| -------------- | ------------------------ | -------------- |
| 1              | Stefanos Tsitsipas (GRC) | 9–2            |
| 2              | Richard Gasquet (FRA)    | 7–3            |
| 3              | Matteo Berrettini (ITA)  | 7–3            |
| 4              | David Goffin (BEL)       | 5–5            |
| 5              | Feliciano López (ESP)    | 4–5            |
| 6              | Elliot Benchetrit (FRA)  | 3–3            |
| 7              | Corentin Moutet (FRA)    | 3–4            |
| 8              | Alexei Popyrin (AUS)     | 3–6            |
| 9              | Dustin Brown (DEU)       | 2–6            |
| 10             | Benoît Paire (FRA)       | 2–7            |

### Finali UTS1
|  | Semifinali | Semifinali         | Semifinali         | Semifinali         | Semifinali | Semifinali | Semifinali |  |  | Finale | Finale             | Finale | Finale | Finale | Finale | Finale |  |
|  |            |                    |                    |                    |            |            |            |  |  |        |                    |        |        |        |        |        |  |
|  | 1          | Stefanos Tsitsipas | Stefanos Tsitsipas | Stefanos Tsitsipas | 15         | 13         | 13         |  |  |        |                    |        |        |        |        |        |  |
|  | 4          | David Goffin       | David Goffin       | David Goffin       | 11         | 11         | 12         |  |  | 1      | Stefanos Tsitsipas | 15     | 12     | 14     | 15     | 2      |  |
|  | 2          | Richard Gasquet    | 8                  | 14                 | 12         | 13         | 1          |  |  | 3      | Matteo Berrettini  | 16     | 15     | 12     | 8      | 3      |  |
|  | 3          | Matteo Berrettini  | 24                 | 12                 | 16         | 10         | 2          |  |  |        |                    |        |        |        |        |        |  |

## Sedi di tornei
Tra le altre città che sono state sedi di tornei dal 2020 in poi figurano Anversa, Los Angeles,  Francoforte, Seul, Oslo, Londra, New York. Periodicamente diverse partite di UTS sono trasmesse in diretta dall'emittente televisiva SuperTennis.